# بریسفلدان
شهر بریسفلدان   در بخش ارلوشم در  ایالت بزل‌کونتریدر کشور سوئیس  واقع شده‌است که  ۱۰٬۳۰۰ نفر جمعیت دارد.